# Puente de la Mujer
Die Puente de la Mujer (deutsch: Die Frauenbrücke) ist eine Schrägseil-, Dreh-, Fußgängerbrücke über das Hafenbecken Dique 3 in Puerto Madero, einem beliebten Hafengebiet in Buenos Aires, Argentinien. Die 170 Meter lange Brücke wurde von dem spanisch-schweizerischer Architekten Santiago Calatrava entworfen. Die Hafenbecken von Puerto Madero werden zwar nicht mehr von der Berufsschifffahrt genutzt, jedoch müssen sie befahrbar bleiben. Deshalb wurde die Puente de la Mujer als Drehbrücke ausgeführt. Der 103 m lange bewegliche Überbau wird beim Öffnen um 90° gegen den Uhrzeigersinn gedreht, in seiner Endposition liegt er auf einer zusätzlichen Stütze im Hafenbecken auf.